# Burg Tölz
Die Burg Tölz ist eine abgegangene hochmittelalterliche Höhenburg auf einem Vorsprung des Isarhochufers über der Isarlände, unterhalb und auf dem Gelände der heutigen Pfarrkirche, in Bad Tölz im Landkreis Bad Tölz-Wolfratshausen in Bayern. Die Anlage wird als Bodendenkmal unter der Aktennummer D-1-8235-0038 im Bayernatlas als „Burgstall des späten Mittelalters und der frühen Neuzeit ("Schloss Tölz")“ geführt. 

## Geschichte
Die Burg wurde um 1180 von Heinrich von Tollenz erbaut. 1262 wird die Capella Töllntz als Kirchenbau auf einem Burgareal, erwähnt. Mit Gebhart starb 1265 das Tölzer Geschlecht aus und der Ort fiel an die Wittelsbacher. Deren prekäre Vermögensverhältnisse veranlassten Herzog Rudolph am 5. August 1300 dazu, Markt und Burg an Freising zu verpachten. In diesem Zusammenhang war von der „Purch zu Tollenz mit dem Marcht darunter“ überhaupt zum ersten Mal konkret von der Burg die Rede, obwohl diese bereits seit über hundert Jahren bestand.

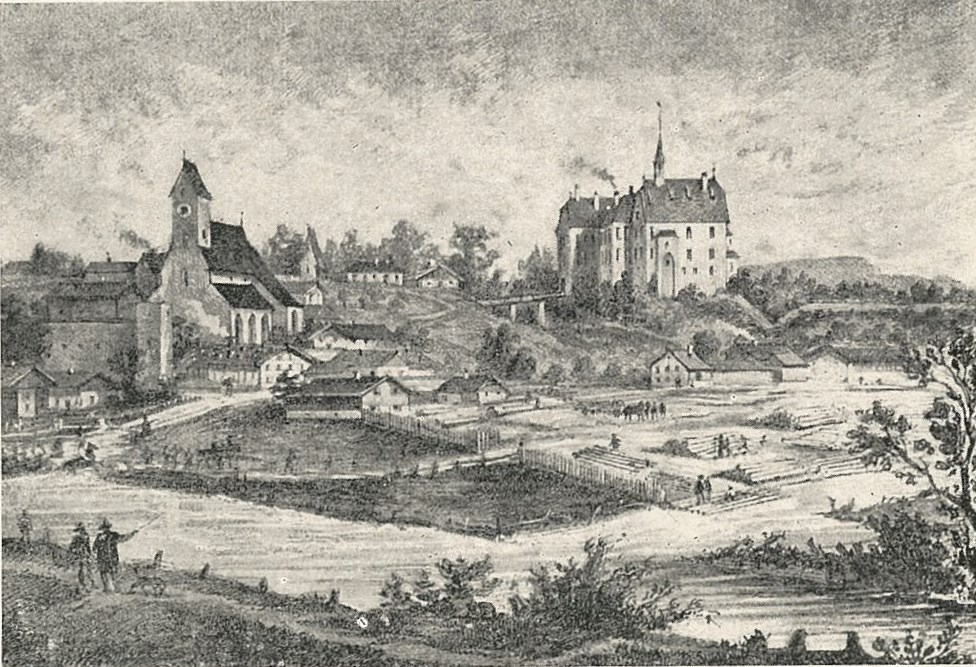
Tölz im Jahre 1590 von Carl August Lebschée (1867), nach einem Fresko von Hans Donauer dem Älteren von ca. 1590, vor der Kirche Überreste der Burg

Die Burganlage, über dem Gries liegend, bezog das Gelände der heutigen Stadtpfarrkirche Mariä Himmelfahrt mit ein. Dies veranlasste Stadtchronist Georg Westermayer zur Vermutung, dass der Turm der Stadtpfarrkirche einst der Bergfried der Burg war. Stadttopographisch bezieht sich die Kirche auch heute noch auf den ältesten Ortsteil Gries und nicht auf die Marktstraße, im Laufe des 13. Jahrhunderts wohl planmäßig errichtet, die mehrere Häusergruppen voneinander trennen.
Sowohl das Deckenfresko von Hans Donauer im Münchner Antiquarium (1590) als auch die Stiche von Matthäus Merian (1644) und Anton Wilhelm Ertl zeigen vor der Stadtpfarrkirche einen massiven, kastellartigen Bau, der zur Burg gehörte, vermutlich einen Wehrturm oder den Bergfried.

Ausschnitt der Malerei in der Kapelle St. Stephan in Mörlbach von ca. 1490. Wurde ursprünglich als Eurasburg bezeichnet, wurde aber von Historikern klar als Tölz identifiziert, wobei die Eurasburger Herrscher verwandtschaftliche Verbindungen zu Tölz pflegten.

Bei einem verheerenden Stadtbrand, dem „Großen Brand“, wurde die Burg 1453 zerstört. In der Zeit von 1690 bis 1700 wurden weitere Reste abgebrochen. Im verbliebenen Wehrturm sieht Michael Weithmann die Gruftkapelle, die der Bevölkerung bis zur Vollendung der Stadtpfarrkirche 1490 als Ersatzkirche zur Verfügung stand. Bei Michael Wening (1701) ist der Burgturm nicht mehr zu sehen, so wurde er wohl in der zweiten Hälfte des 17. Jahrhunderts abgetragen. Sein Untergeschoss bestand noch bis 1801 oder (nach anderen Quellen) 1810. Beim Bau des Knabenschulhauses 1828 stieß man noch auf vermeintliches Mauerwerk der Burg, teils mit Schießscharten. Dem widerspricht allerdings Weithmann, das Mauerwerk entstamme erst dem 16. und 17. Jahrhundert. Dass Albrecht III. die Ruine der Bevölkerung zur Verfügung stellte, lag schlicht daran, dass er keinen Wert mehr auf seine „rauchgeschwärzte“ Burg legte und schon bis 1460 auf einem nördlichen Bergsporn über der Marktstraße das Fürstliche Schloss errichten ließ.
Die zuweilen vorgetragene Behauptung, das spätgotische Kellergewölbe in der heutigen Klammergasse, im 17. Jahrhundert mit dem Metzgerbräu überbaut, sei der letzte erhaltene Rest der Burg, ist falsch. Das Gewölbe aus dem späten 15. Jahrhundert ist viel zu jung für die hochmittelalterliche Burganlage.